# Карлтон, Гай

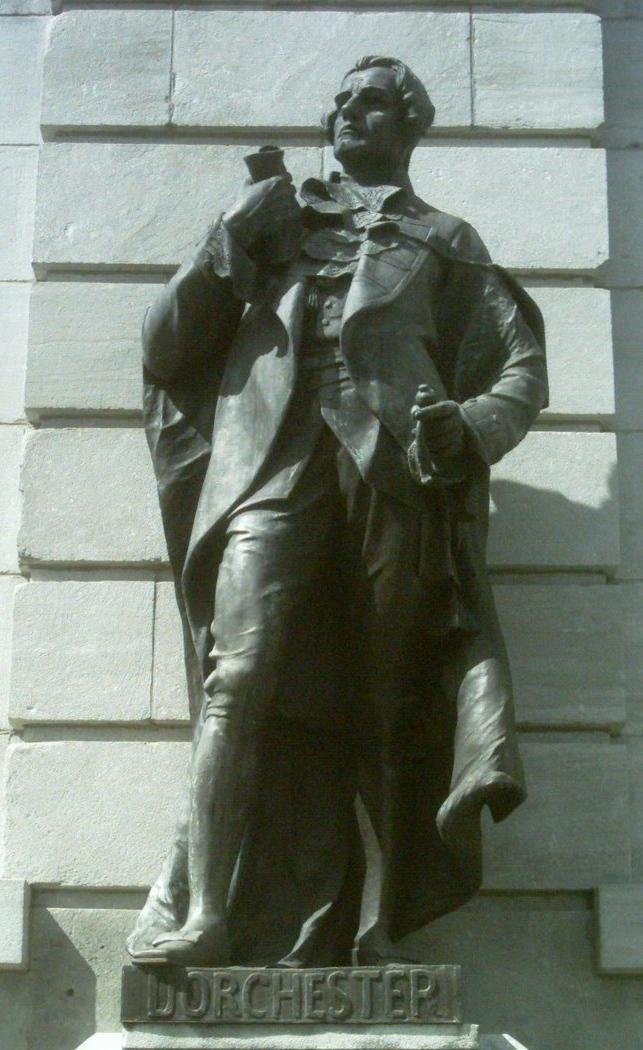
Гай Карлтон, 1-й барон Дорчестер. Статуя у фасада здания Парламента в Квебеке

Гай Ка́рлтон, 1-й барон Дорчестер (англ. Guy Carleton; 3 сентября 1724 — 10 ноября 1808) — британский военачальник и колониальный администратор. В его честь назван бывший округ Карлтон, составлявший примерно половину территории современного города Оттава.

## Биография
Родился в протестантской семье военного Кристофера Карлтона и Екатерины Болл. Карлтоны поселились в Ирландии ещё в XVII веке. Гай был старшим ребёнком с семье, у него был брат Томас и сестра Коннолли, в замужестве Кроуфорд. В 1738 году Кристофер Карлтон умер. Екатерина Болл вторично вышла замуж за преподобного Томаса Скилтона.
21 мая 1742 году Карлтон, в чине энсина, поступил в 25-й пехотный полк. В 1745 году получил чин лейтенанта. С 1747 года участвовал в войне за австрийское наследство. Служил в Голландии. В 1751 году переведён в 1-й гвардейский пехотный полк. В 1752 году получил чин капитана. В том же году подполковник Джеймс Вольф рекомендовал его на должность военного наставника для Чарльза Леннокса, 3-го герцога Ричмонда.

### Семилетняя война
В начале Семилетней войны Карлстон был направлен в Обсервационную армию герцога Камберлендского в Ганновере. В 1757 году участвовал в неудачном для англичан сражении при Хастенбеке. После подписания Цевенской конвенции вернулся в Англию.
В 1758 году получил чин подполковника и назначен командиром 72-го пехотного полка. В том же году, под началом бригадира Вольфа, который сделал его своим помощником, отправился в Северную Америку. Участвовал в осаде Луисбурга и битве на Авраамовом поле, во время которой был ранен.
В начале 1761 года вместе, со своим полком, вернулся в Европу. В том же году участвовал в осаде Бель-Иля. В 1762 году — в осаде Гаваны, где снова был ранен.
В 1764 году переведён в 93-й пехотный полк.

### В Канаде
7 апреля 1766 года назначен лейтенант-губернатором провинции Квебек. 22 сентября прибыл в Квебек и вступил в должность. Во время отсутствия губернатора Джеймса Мюррея, два года, до 12 апреля 1768 года, управлял колонией. Администрация колонии состояла из губернатора, Совета по делам провинции Квебек и Собрания. Губернатор мог наложить вето на любое решение Совета, но в инструкциях из Лондона от Карлтона требовали, чтобы все его действия одобрялись Советом. Так как колониальные чиновники не получали жалованья и жили на доходы от сборов, он решил заменить эту систему единым сбором, доходы от которого поступали бы на регулярное жалованье чиновникам, но его планы не встретили поддержки в Лондоне. Карлтон отказался от сборов в свою пользу, что вызвало недовольство вернувшегося Мюррея.
28 октября 1768 года сменил Мюррея на посту губернатора. В отличие от своего предшественника, Карлтон, несмотря на незнатное происхождение, пользовался значительной политической поддержкой в метрополии: ему покровительствовал герцог Ричмонд, в то время Государственный секретарь по делам Североамериканских колоний, военным наставником которого был Карлтон. Кроме того, он сумел заручиться поддержкой британских торговцев, приняв несколько решений в их пользу. Преобладание французского населения заставило Карлтона покровительствовать «природным» лидерам из «старых» колонистов — помещикам и католическому духовенству. Помогал населению в разных вопросах, благоприятствуя промышленности, меховой торговле и рыболовству. Реформировал систему правосудия, учредив «Суд общих споров».
25 мая 1772 года получил чин генерал-майора.
Видя необходимость пересмотра Королевской декларации 1763 года, Карлтон 9 августа 1770 года оставляет управление колонией на лейтенант-губернатора Эктора Теофила де Крамаэ и отправляется в Лондон. Он, в частности, предлагал вернуть французские законы и обычаи в гражданской сфере, хотя был против создания представительного собрания. Его усилия принесли плоды: 22 июня 1774 года Парламент принял Акт о Квебеке. Вернувшись 18 сентября 1774 года в Квебек, Карлтон столкнулся с массовым недовольством населения колонии деятельностью де Крамаэ.
Акт о Квебеке встретил неоднозначную оценку среди населения колонии. Его одобрили помещики и католическое духовенство. Но британские торговцы и выходцы из Тринадцати колоний осуждали ряд его положений и называли Акт «недемократическим» и «прокатолическим». Многие жители колонии были недовольны восстановлением десятины для католической церкви, системы сеньората и разрешением католикам занимать должности в колониальной администрации. Акт был осуждён и Первым Континентальным конгрессом, который в конце 1774 года отправил в Монреаль обличительные письма. В начале 1775 года агент Бостонского комитета по переписке Джон Браун прибыл в Монреаль и призывал жителей провинции Квебек послать своих делегатов на Второй Континентальный конгресс, который должен был открыться в мае. Карлтон был в курсе действий Конгресса, но репрессий не предпринимал, ограничившись запретом печатать письма Конгресса в газетах колонии.

### Война за независимость США
Вести о начале восстания в Тринадцати колониях достигли провинции Квебек ещё в мае 1775 года. Уже 10 мая восставшие захватили форт Тикондерога, на следующий день пал форт Краун-Пойнт, начались  нападения на форт Сен-Жан.
Ранее Карлтон отправил два полка в осаждённый Бостон. В Квебеке оставалось только около 800 солдат регулярных войск. Попытка собрать ополчение серьёзных успехов не имела. Индейцы были готовы сражаться на стороне англичан, но Карлтон опасался, что они начнут нападать на местное население: прибывшим из Нью-Йорка ирокезам он разрешал действовать только в окрестностях Квебека.
Всё лето шла подготовка к обороне. В сентябре Континентальная армия вторглась в Квебек. Уже 17 сентября был осаждён форт Сен-Жан. 3 ноября его защитники капитулировали. Карлтон был вынужден поспешно оставить Монреаль. 31 декабря он сумел отбить штурм Квебека. Под его руководством оборона города продолжалась до мая 1776 года, когда подошли подкреплении во главе с генерал-майором Бергойном. 8 июня Карлтон нанёс поражение частям Континентальной армии при Труа-Ривьер. В том же месяце награждён орденом Бани.
Под командование Карлтона перешла английская флотилия на реке Ришельё. Кульминацией всей Канадской кампании 11 октября стал бой у острова Валькур на озере Шамплейн между английской и американской флотилиями. Американская флотилия бригадного генерала Арнольда была разбита. Континентальная армия окончательно оставила провинцию Квебек. Но наступление на захваченный американцами форт Тикондерога в 1776 году не состоялось.
Несмотря на военные успехи, Карлтон подвергся критике за недостаток энергии при преследовании американцев. Кроме того, в 1777 году подчинённый ему генерал-майор Бергойн, посланный на соединение с главными силами генерал-лейтенанта Хау, был разбит и капитулировал при Саратоге. 27 июня 1778 года Карлтон оставил пост губернатора и отплыл в Англию.
В 1780 году премьер-министр Норт назначил его членом Комиссии по расследованию государственных финансов.
В мае 1782 года сменил генерал-лейтенанта Клинтона на посту главнокомандующего британскими войсками в Северной Америке. В это время, после капитуляции Йорктауна, активных боевых действий уже не велось. В июле были эвакуированы английские войска и беженцы-лоялисты из Саванны. В декабре — из Чарльстона. В августе 1783 года началась эвакуация из Нью-Йорка 30 тысяч солдат и 29 тысяч беженцев-лоялистов, а также беглых негров-рабов, и их переселение в другие колонии Великобритании, в частности в Новую Шотландию и Квебек. Во время встречи с Вашингтоном Карлтон отказался выдавать беглых негров-рабов, обещая, что их бывшим хозяевам Великобритания выплатит компенсации. Это обещание так и осталось пустым звуком. Эвакуация британских войск завершилась 25 ноября 1783 года. В следующем месяце Карлтон сложил с себя полномочия главнокомандующего и вернулся в Англию.

### Снова в Канаде
22 апреля 1786 года Карлтон вновь был назначен губернатором провинции Квебек, а также генерал-губернатором Британской Северной Америки: ему должны подчинятся лейтенант-губернаторы Новой Шотландии, Нью-Брансуика и острова Сент-Джонс. 21 августа он был возведён в пэрское достоинство с титулом барон Дорчестер. 23 октября прибыл в Квебек.
Во время своего второго губернаторства он показал себя менее благосклонным к французам. В частности, он принял меры по содействию поселению бывших американских лоялистов к юго-западу от Монреаля, путём земельной концессии и фригольда, а не по помещичьей системе. Но продолжал поддерживать католическое духовенство, например, позволив определённому числу священников, эмигрировавших во Францию, вернуться в Канаду. Он не занял твёрдой позиции в выборе между французской и английской  судебными системами, оставив существовавшую юридическую расплывчатость, которая была причиной недовольства всех сторон.
В 1791 году Парламент принял Конституционный акт, разделявший с 26 декабря провинцию Квебек на Верхнюю (английскую, с центром в Ньюарке) и Нижнюю (французскую, с центром в Квебеке) Канаду. Карлтон не участвовал в разработке этого Акта. 19 августа 1791 года он оставляет управление колонией на лейтенант-губернатора Алуреда Кларка и отправляется в Лондон. С 7 февраля 1792 года — заседает в Палате лордов. 24 сентября 1793 года — возвращается в Квебек.
В феврале 1794 года Карлтон, при встречи с представителями индейских племён, сделал неосторожное заявление о возможной новой войне с США. После американских протестов, министр внутренних дел Дандас рекомендовал ему быть более умеренным в высказываниях. 15 декабря 1796 года Карлтон подаёт в отставку и навсегда покидает Канаду.
После отставки проживал в своих поместьях в графствах Гэмпшир и Беркшир. После смерти был похоронен в церкви Сент-Свитун в деревне Нейтли-Скьёз, графство Гэмпшир.
Биографам с трудом удалось составить чёткое представление о личности Гая Карлтона. Он действительно был очень скрытным и сдержанным: приказал, чтобы после его смерти  были уничтожены все его личные документы. Его называли хладнокровным, строгим и держащимся на расстоянии, но при этом честным, справедливым и неподкупным. Его недоверие к учреждению представительной формы правления свидетельствует о сильной тенденции к автократии. Лучшие годы его правления пришлись на режим Акта о Квебеке, который, благодаря принятию французских обычаев и учреждений, позволил выжить и даже увеличиться в числе канадцам французского происхождения. Он также создал модель, которую переняли в других колониях Британской империи, где нужно было примирить разнородное население.
Поддерживал многочисленные контакты с масонами, в его честь названо несколько лож.

### Личная жизнь
22 мая 1772 года женился на Марии Говард, дочери Томаса Говарда, 2-го графа Эффингхем, которая была моложе его на 29 лет.
Дети:
- Гай (1773—1793) — лейтенант гвардии.
- Томас (1774—1794) — капитан 1-го драгунского полка. Участвовал в войне с революционной Францией. Погиб в битве при Ле-Като.
- Кристофер (1775—1806) — подполковник 25-го драгунского полка.
- Мария (1777—1863) — замужем за Уильямом Орд-Поулеттом, 2-м бароном Болтон.
- Уильям (1778—1780)
- Ланселот (1778—1780)
- Георг (1781—1814) — подполковник. Воевал с французами на Пиренейском полуострове и в Голландии. Погиб при штурме Бергена.
- Чарльз (1786—1799) — служил юнгой на фрегате «Феб». Погиб в бою.
- Дадли (1790—1820) — капитан 4-го драгунского полка.
- Ричард (1792—?) — священник в деревне Нейтли-Скьёз, графство Гэмпшир.
- Френсис — замужем за священником Джоном Ордом.

### Статьи
- Nelson, Paul David. Guy Carleton versus Benedict Arnold: The Campaign of 1776 in Canada and on Lake Champlain (англ.) // New York History. — Cornell University Press, 1976. — Vol. 57, iss. 3. — P. 339-366.